# Lillehammer IK
Lillehammer IK je profesionální norský hokejový klub z Lillehammeru, založený v roce 1957. Hraje GET ligu a své domácí zápasy hraje v hokejové hale Kristins Hall nebo příležitostně ve víceúčelové hale Håkons Hall

## Historie
Klub Lillehammer IK byl založen 2. listopadu 1957 a byla průkopníkem ledního hokeje v severních oblastech východního Norska. Prvních třicet let se za obtížných podmínek hrálo na přírodním ledě a úspěch se omezoval jen na vstup do druhé hokejové ligy. Vychovalo se však několik skvělých talentů, z nichž dva byli bratři Arne a Lars Bergsengovi, kteří se v roce 1980 h stali dvěma nejlepšími hráči první ligy. S výstavbou hokejové haly Kristins Hall v roce 1988, zájem o lední hokej ve městě rychle vzrostl a klub se následně prosadil v GET-ligaen, nejvyšší norské lize. Největším úspěchem klubu byl zisk norského mistrovského titulu v sezóně 1993/94. Tým se následně čtyřikrát dostal na třetí místo v play off, naposledy v sezóně 2010/11.  Nicméně poté, co byl v roce 2014 jeden zápas od finále, ale nakonec v sedmi zápasech prohrál s případným šampionem Stavanger Oilers, měl klub dvě drsné sezóny, z nichž poslední 2015-16 skončila hrou o sestup. Ale během pouhých dvou dalších sezón se tým dokázal zlepšit na svou druhou nejlepší sezónu a v sezóně 2017-18 skončil s bronzovou medailí v sérii a prvním finálovým vystoupením po 24 letech v play off. Dne 18. listopadu 2017 klub pořádal událost s názvem Hockey Classic. Byl to zápas mezi Lillehammer IK a jeho rivalem Storhamar v hale Håkons Hall. Bylo to poprvé od roku 1995. Zápas byl finančně i společensky úspěšný a návštěvnost vytvořila nový halový norský hokejový rekord 10 031diváků. Dne 17. listopadu 2018 se konal další Hockey Classic, při kterém více než 9 000 diváků zažilo, jak Lillehammer porazil Storhamar 3:2 po návratu Alexandra Reichenberga.